# Conde do Restelo
Conde do Restelo é um título nobiliárquico criado por D. Luís I de Portugal, por decreto de 17 de Fevereiro de 1877, em favor de Pedro Augusto Franco.
Titulares
1. Pedro Augusto Franco, 1.º Conde do Restelo;
2. Inácio José Franco, 2.º Conde do Restelo.